# Suzanne (disciple)
Suzanne (/syzan/), Σουσάννα (Sousánna) en grec ancien, est l'une des femmes disciples de Jésus qui l'assistèrent de leurs biens, ainsi que les douze Apôtres, avec Marie, appelée la Magdaléenne (Μαρία ἡ καλουμένη Μαγδαληνή), Jeanne, épouse de Chuza, intendant d'Hérode et plusieurs autres (Lc 8,3).
Le nom Suzanne signifie « lys ».

### Articles liés
- Saintes Femmes
- Myrrhophores